# 埃尔科莱新区

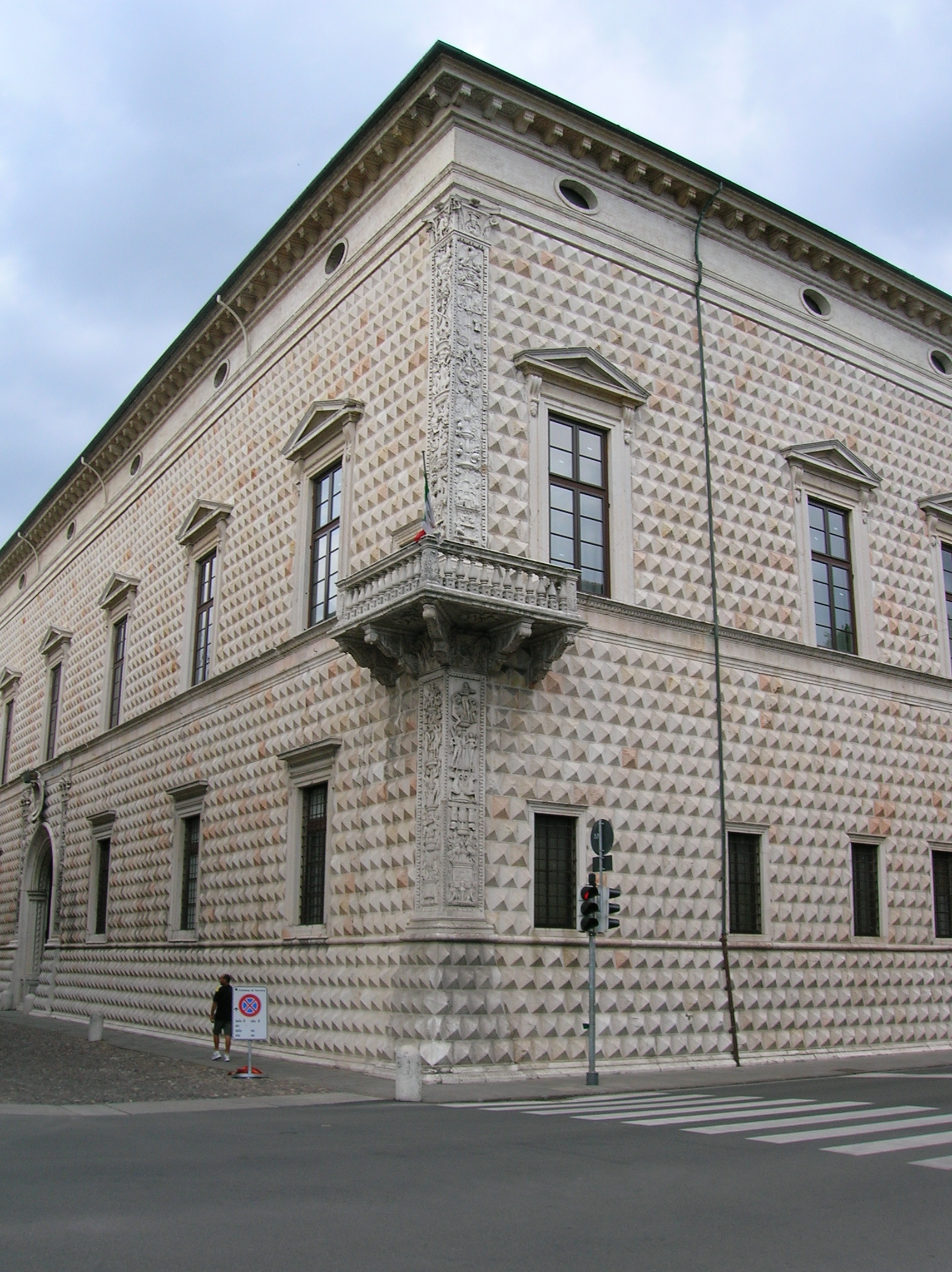
从天使十字路口看钻石宫

埃尔科莱新区（Addizione Erculea）是十五世纪末十六世纪初意大利费拉拉的一项宏大的城市建设工程，在欧洲首开城市扩建的先河。
中世纪的费拉拉基本上是一个小镇，街道狭窄，广场只在主教座堂、市政宫和圣米歇尔城堡前才有。
第一次扩张发生在15世纪中叶，博尔索·埃斯特向南开辟了九月二十日街，及几条横街。
由于1484年威尼斯围攻费拉拉，自1492年至1510年，埃尔科莱·德斯特一世依靠建筑师比亚焦·罗塞蒂，开始了一项雄心勃勃的城市项目，主要目标是扩大城市面积，并加强城墙的防御系统。该工程提高了埃斯特宫廷的威信。
该工程包括南北向和东西向两条长长的轴线，十字路口即著名的天使十字路口（Quadrivio degli Angeli），此处有著名建筑钻石宫。

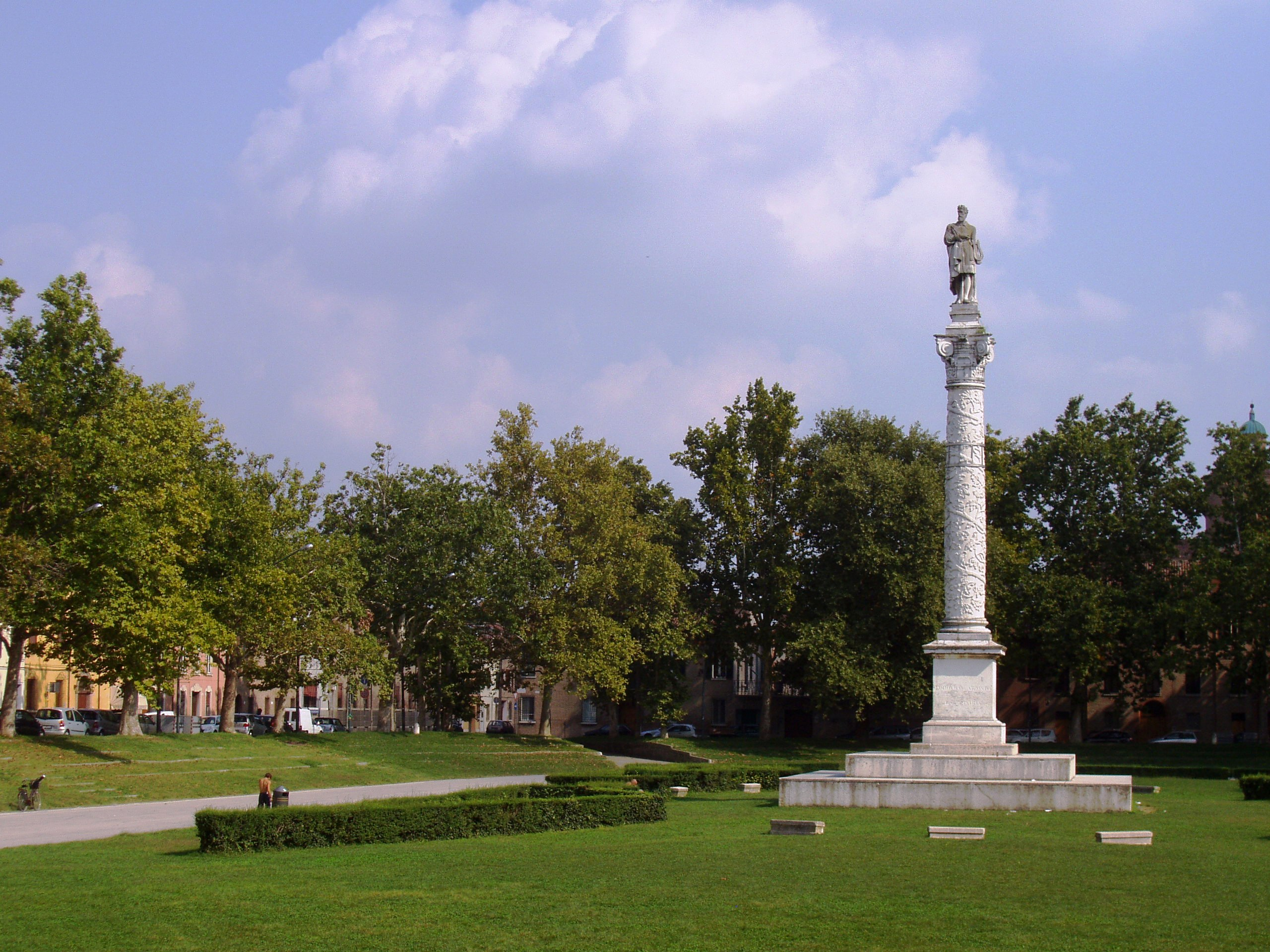
阿里奥斯托广场

1995年，费拉拉历史中心作为保留完整的文艺复兴城市，列入世界遗产名录，被称为“欧洲第一座现代城市”。